# لويس فرانسوا جورج بيبي
لويس فرانسوا جورج بيبي هو محامي وقاضي وسياسي كندي، ولد في 26 أغسطس 1832 في مونتريال في كندا، وتوفي في 13 مايو 1906. حزبياً، نشط في حزب كندا المحافظ. وقد انتخب عمدة وانتخب عضو مجلس العموم الكندي.